# Mary Higby Schweitzer
Mary Higby Schweitzer est une paléontologue américaine de l'université d'État de la Caroline du Nord, qui a dirigé les équipes qui ont découvert les restes de cellules sanguines dans les fossiles de dinosaures et découvert plus tard des restes de tissus mous dans le spécimen de Tyrannosaurus rex MOR 1125,, ainsi que la preuve que le spécimen était une femelle enceinte lorsqu'elle est morte. 

## Biographie
Mary Higby Schweitzer obtient un BS en troubles de la communication à l'université d'État de l'Utah en 1977 et un certificat d'enseignement secondaire en sciences de Broadfield de l'université d'État du Montana en 1988. Sous la direction du mentor Jack Horner, elle obtient son doctorat. en biologie de l'université d'État du Montana en 1995. Elle a trois enfants.
Basé à l'université d'État de la Caroline du Nord, elle étudie la paléontologie moléculaire, la diagenèse moléculaire et la taphonomie, l'évolution des stratégies physiologiques et reproductives chez les dinosaures et leurs descendants d'oiseaux, et l'astrobiologie. 

## Découvertes
En 2000, Bob Harmon, préparateur en chef de la paléontologie au Musée des Rocheuses, découvre un squelette de Tyrannosaurus dans la Formation de Hell Creek, dans le Montana. Après un processus de récupération de deux ans, Jack Horner, directeur du Musée, donne l'os du fémur à Mary Higby Schweitzer. Elle a pu récupérer des protéines de ce fémur en 2007. 
Elle est le premier chercheur à identifier et isoler les tissus mous d'un ancien os fossile. Les tissus mous sont du collagène, une protéine conjonctive. Le séquençage des acides aminés de plusieurs échantillons a montré des correspondances avec les collagènes connus de poulets, grenouilles, tritons et autres animaux. Schweitzer a également isolé des composés organiques et des structures antigéniques dans des coquilles d'œufs de sauropodes. En ce qui concerne l'importance de son travail, Kevin Padian, conservateur de paléontologie, musée de paléontologie de l'Université de Californie, a déclaré : « Les produits chimiques qui pourraient se dégrader dans un laboratoire sur une courte période n'ont pas besoin de le faire dans un environnement chimique naturel protégé... il est temps de réajuster notre façon de penser. »
Schweitzer avait précédemment annoncé des découvertes similaires en 1993,. Depuis lors, l'affirmation de la découverte de tissus mous dans un ancien fossile a été contestée par certains biologistes moléculaires. Des recherches ultérieures de Kaye et al. publiées dans PLoS ONE, le 30 juillet 2008, ont contesté les affirmations selon lesquelles le matériel trouvé est le tissu mou de Tyrannosaurus. Une étude d'octobre 2010 publiée dans PLoS ONE contredit la conclusion de Kaye et soutient la conclusion originale de Schweitzer. Des preuves de l'extraction de courts segments d'ADN ancien à partir de fossiles de dinosaures ont été rapportées à deux reprises. L'extraction de protéines, de tissus mous, de cellules résiduelles et de structures de type organite à partir de fossiles de dinosaures a été confirmée,,. Des protéines de porphyrine dérivées du sang ont également été découvertes dans un fossile de moustique de l'Éocène moyen.
Dans le domaine en développement de la paléoprotéomique, Schweitzer a également découvert que les particules de fer peuvent jouer un rôle dans la préservation des tissus mous au cours du temps géologique.
Le 28 avril 2018, Schweitzer est devenu le premier récipiendaire du prix Dr Elizabeth « Betsy » Nicholls pour l'excellence en paléontologie lors du gala Dig Deep du Centre canadien de découverte des fossiles. En tant que récipiendaire du prix, Schweitzer était la conférencière principale et a présenté ses recherches,. Le 20 mars 2019, la revue Nature Communications a publié un article nommant un oiseau éteint Avimaia schweitzerae en l'honneur de Mary Higby Schweitzer pour ses travaux révolutionnaires sur l'os médullaire et pour son rôle dans l'établissement du domaine de la biologie moléculaire en paléontologie.